# Tháp giáo đường Erd

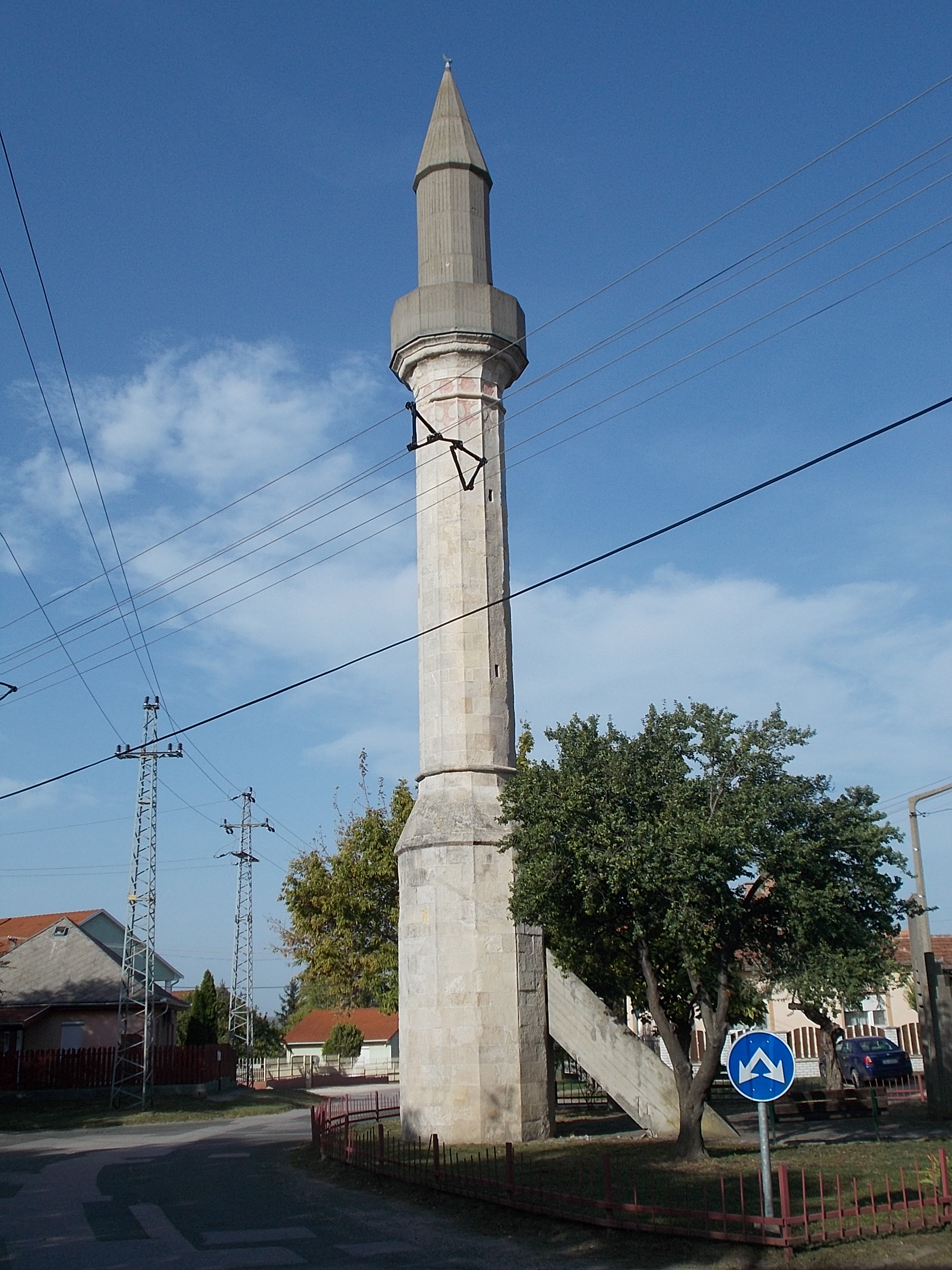
Tháp giáo đường Erd năm 2015.

Tháp giáo đường Erd (tiếng Hungary: Érdi minaret) là một tháp nhỏ thời Ottoman tọa lạc ở thành phố Érd gần thủ đô Budapest, Hungary. Đây là một trong ba ngọn tháp thời Ottoman còn tồn tại ở Hungary đến ngày nay. Tháp cao 23 mét (75 feet), xây dựng hoà toàn bằng đá vôi vào thế kỷ 17. Đây là một phần của nhà thờ Hồi giáo dành cho người Hồi giáo Ottoman với mục đích là nơi kêu gọi cầu nguyện của người Hồi giáo (Adhan). Tháp nằm trong danh sách di tích của Hungary với số nhận dạng 7014 và số tham chiếu 7012.
Bên cạnh dấu vết của một con đường quân sự La Mã cổ đại (Mecset Stree) là ngọn tháp giáo đường đứng một mình ở Érd-Ófalu, gần đập sông Danube.

## Lịch sử
Tháp Erd xây dựng vào thế kỷ 17 như một phần của nhà thờ Hồi giáo Thổ Nhĩ Kỳ ở Erd, một công trình không còn tồn tại tới ngày nay. Nhà sử học Molnár József mô tả nhà thờ Hồi giáo là một toà nhà hình chữ nhật được trang trí công phu với các cửa sổ, thảm đầy màu sắc và một ngách nguyện Mihrab. Phía bên ngoài là một ban công bọc quanh bởi các thanh gỗ, nơi những người theo đạo đi tới tháp nhỏ.
Người ta xây dựng một bản sao của nhà thờ Hồi giáo Mihrab (ngách cầu nguyện) làm bằng bê tông cốt thép ở gần tháp.

## Kiến trúc
Cấu trúc của tháp giáo đường gồm ba phần chính theo thứ tự: phần đế hình trụ đứng, phần chuyển tiếp hình nón và phần trên cùng đa giác. Lối vào của toà tháp nằm cao hơn mặt đất, có cầu thang dẫn.

## Một số hình ảnh

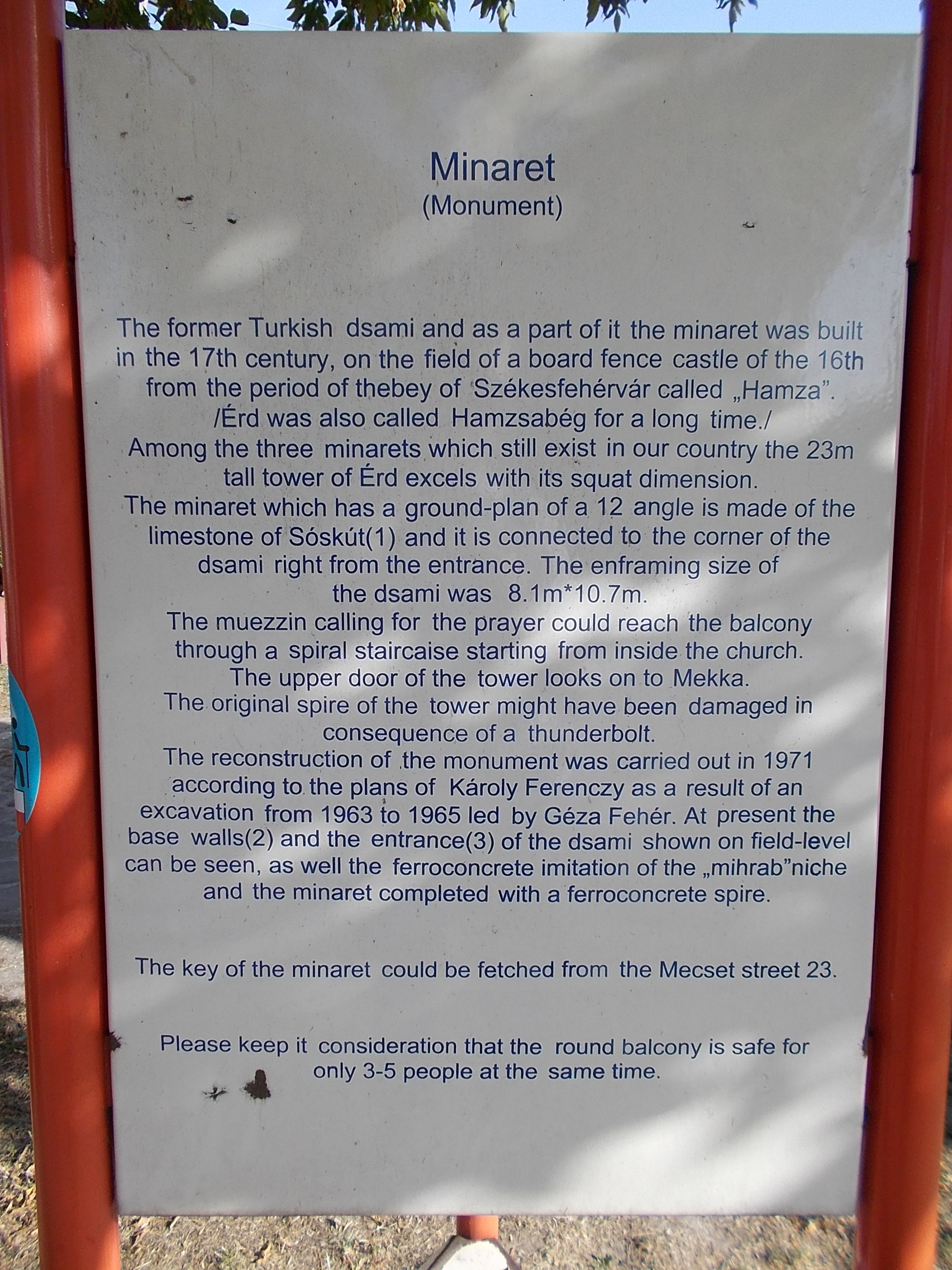
Bảng thông tin tại tháp giáo đường.
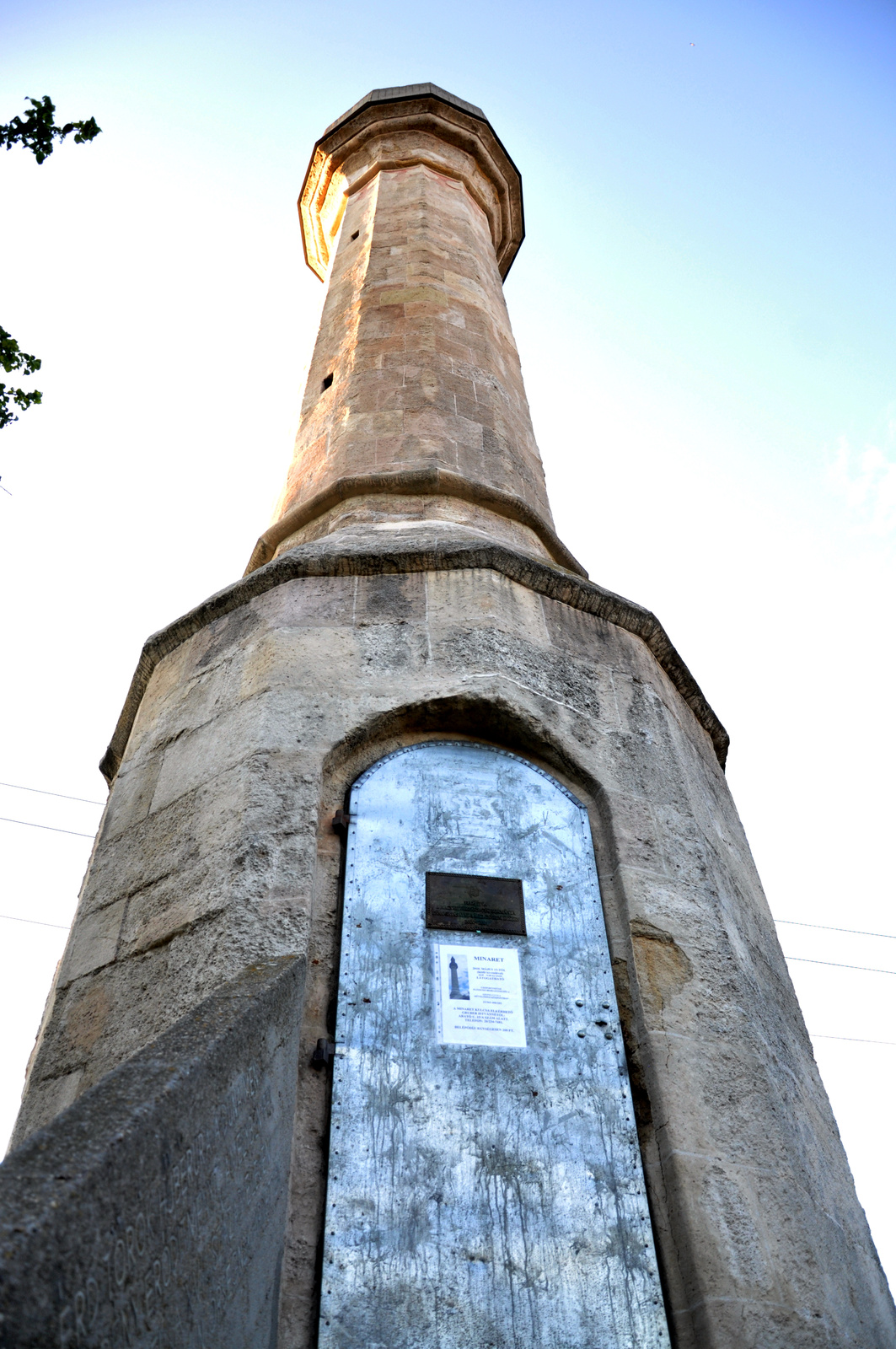
Lối vào giáo đường.
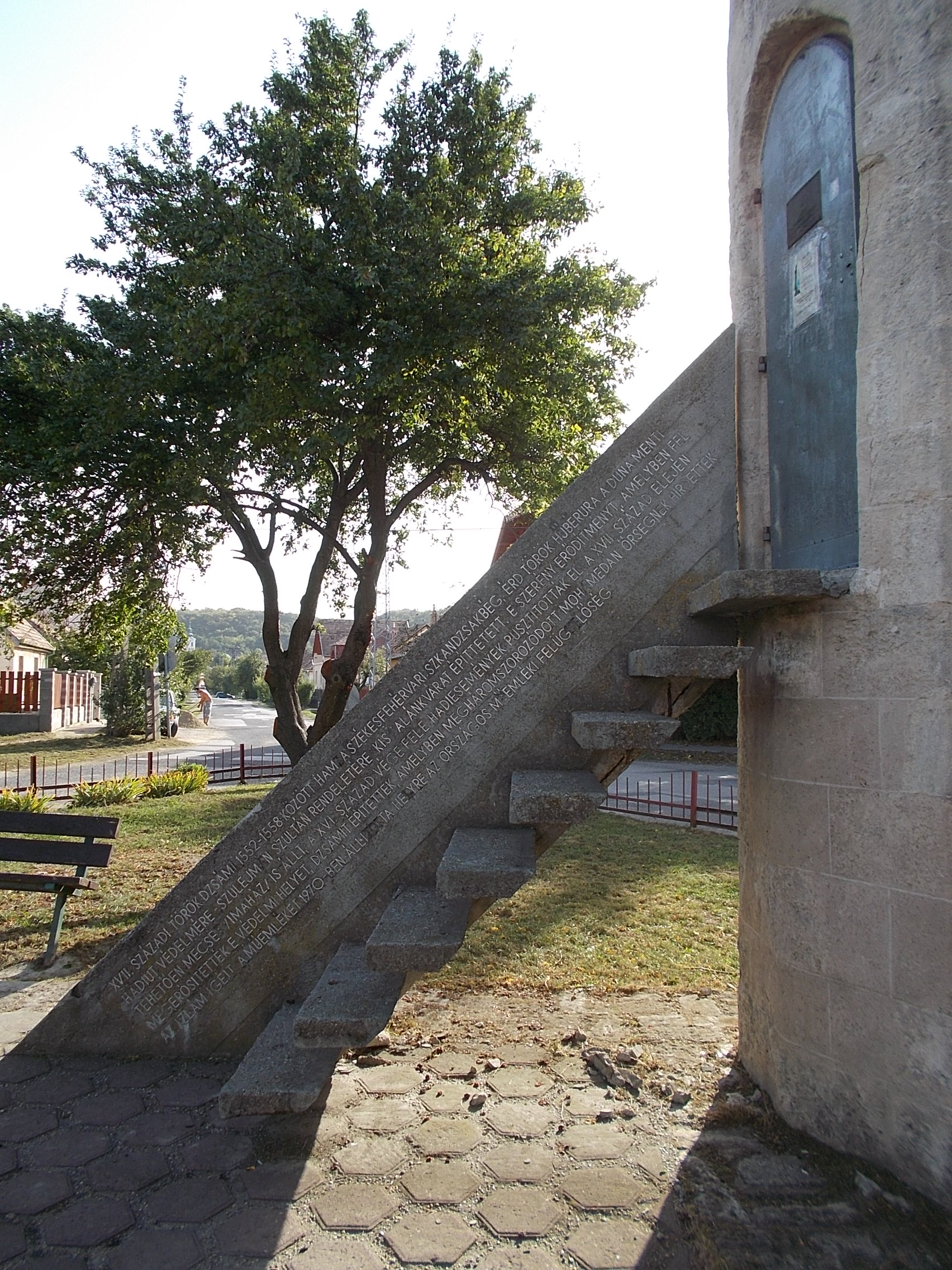
Cầu thang lối vào.
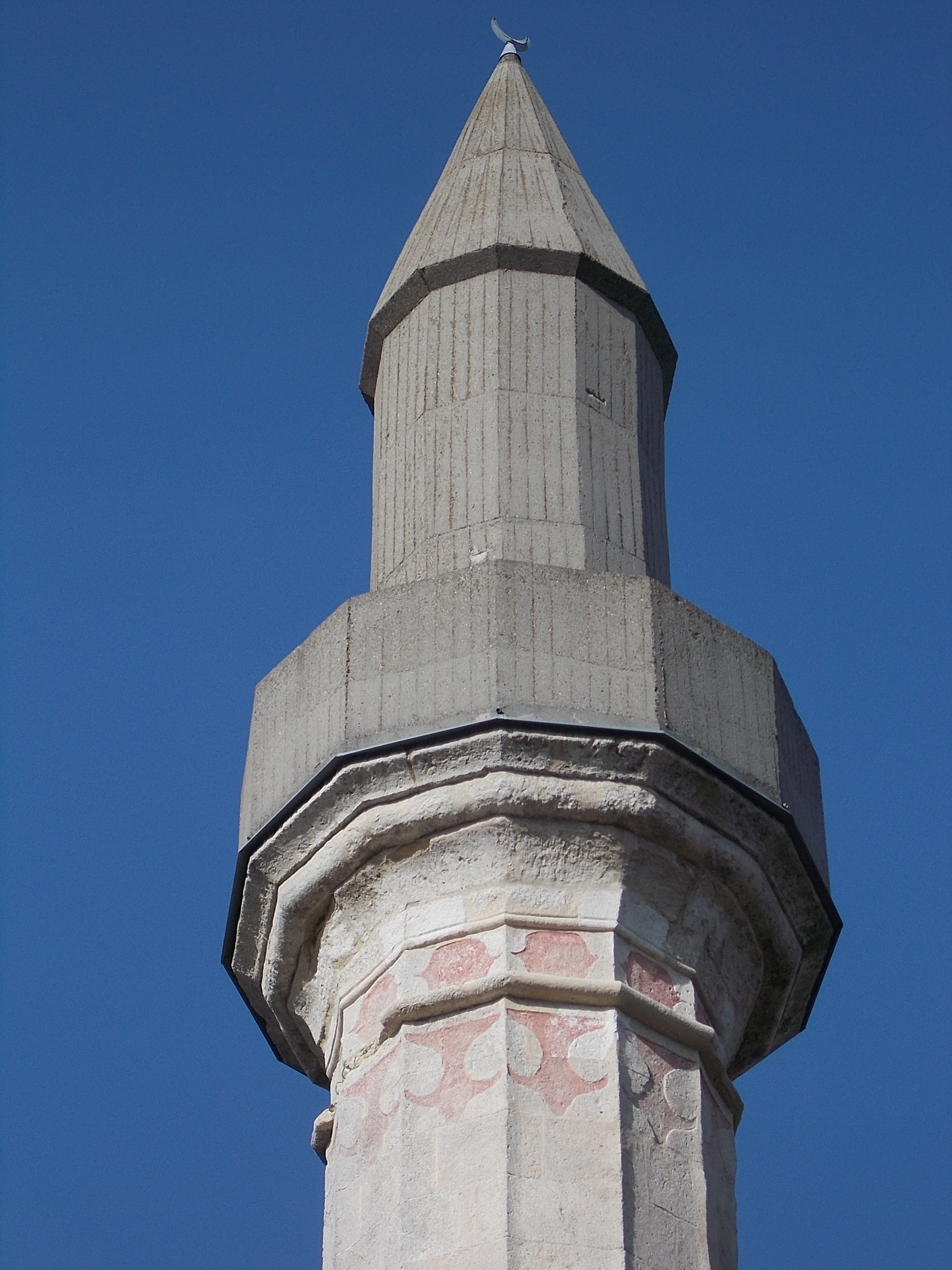
Phần trên tòa tháp.
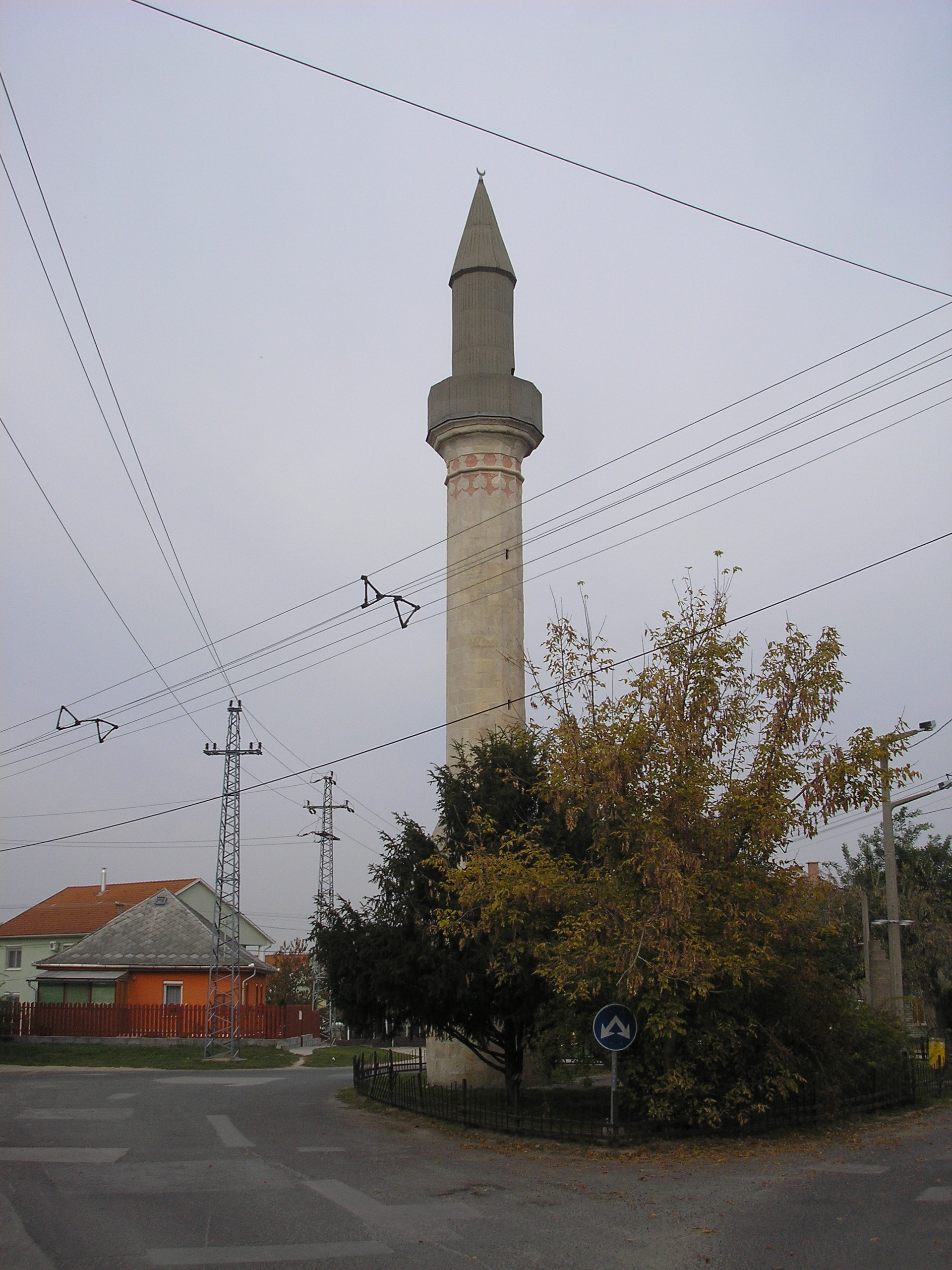
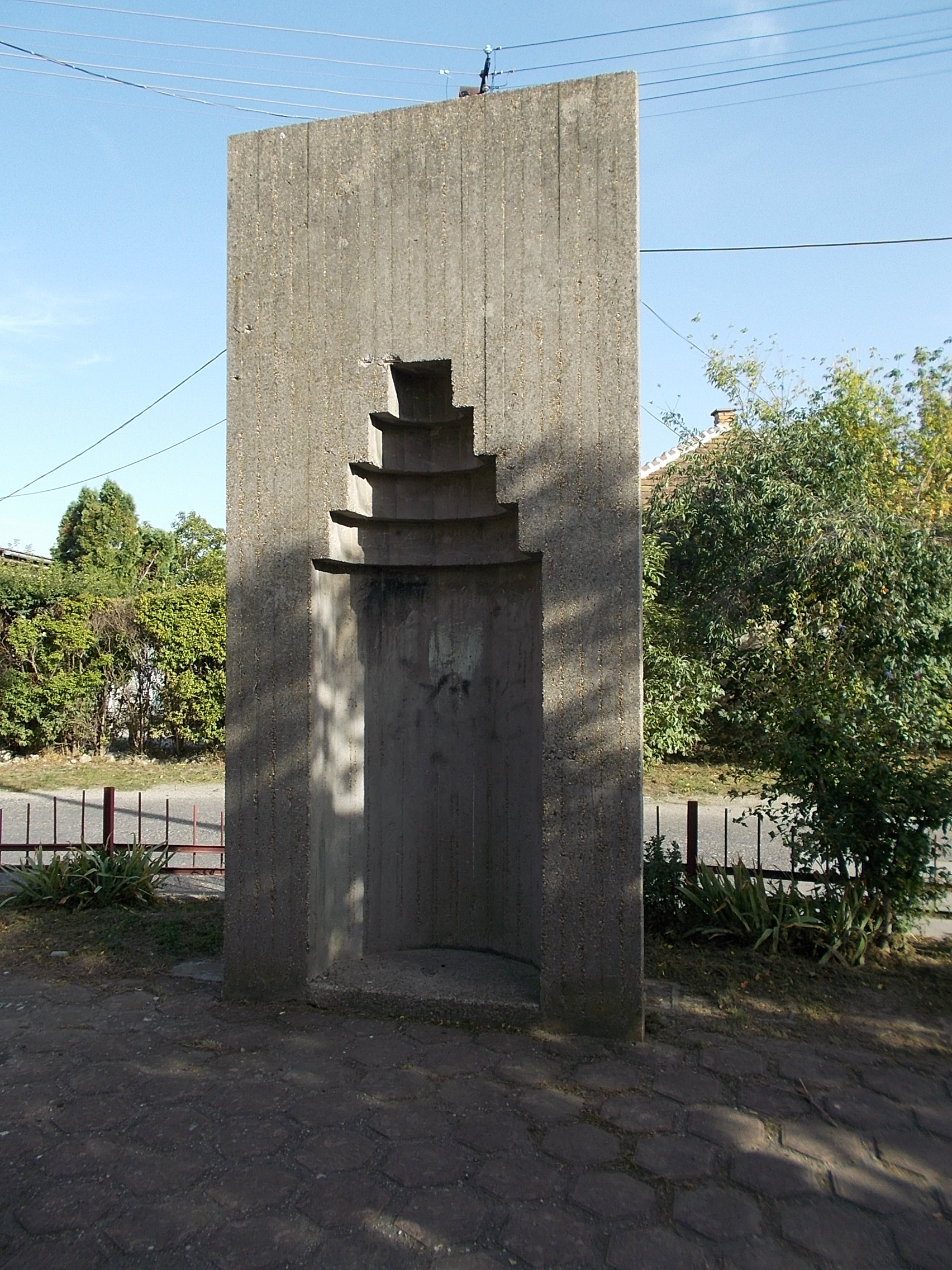
Bản sao của Mihrab làm bằng bê tông.
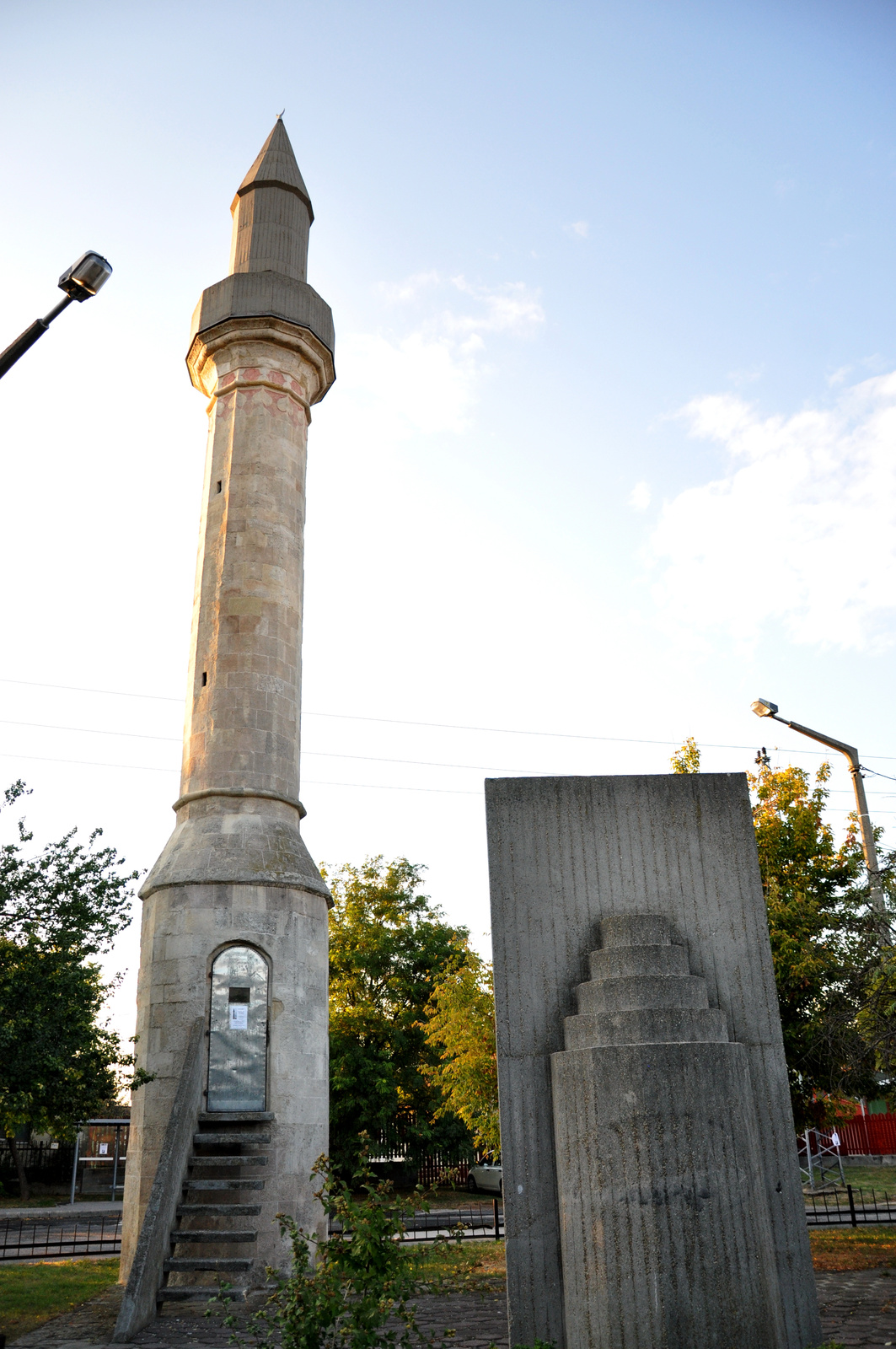
Tháp giáo đường.
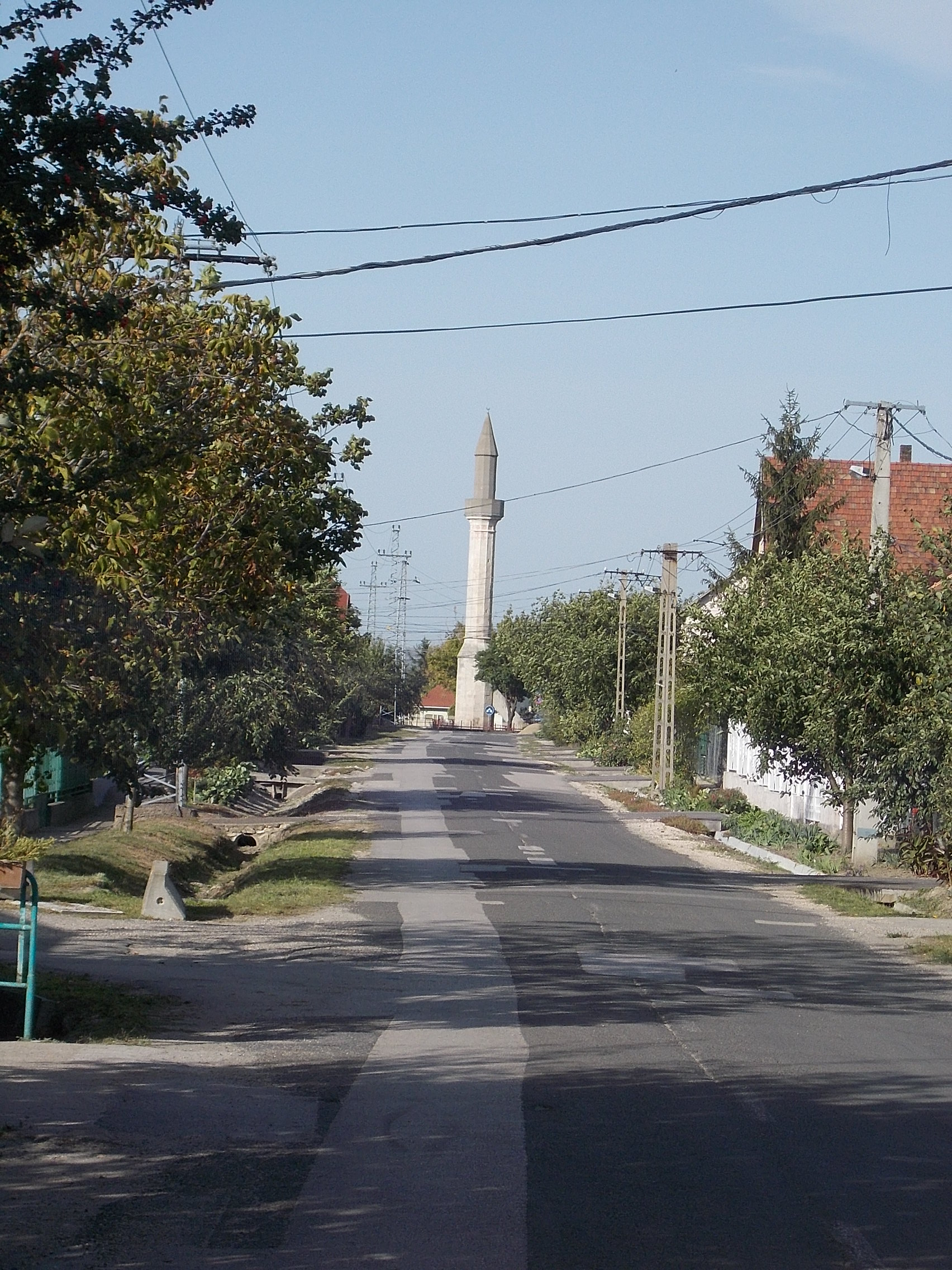
Tháp giáo đường nhìn từ xa.
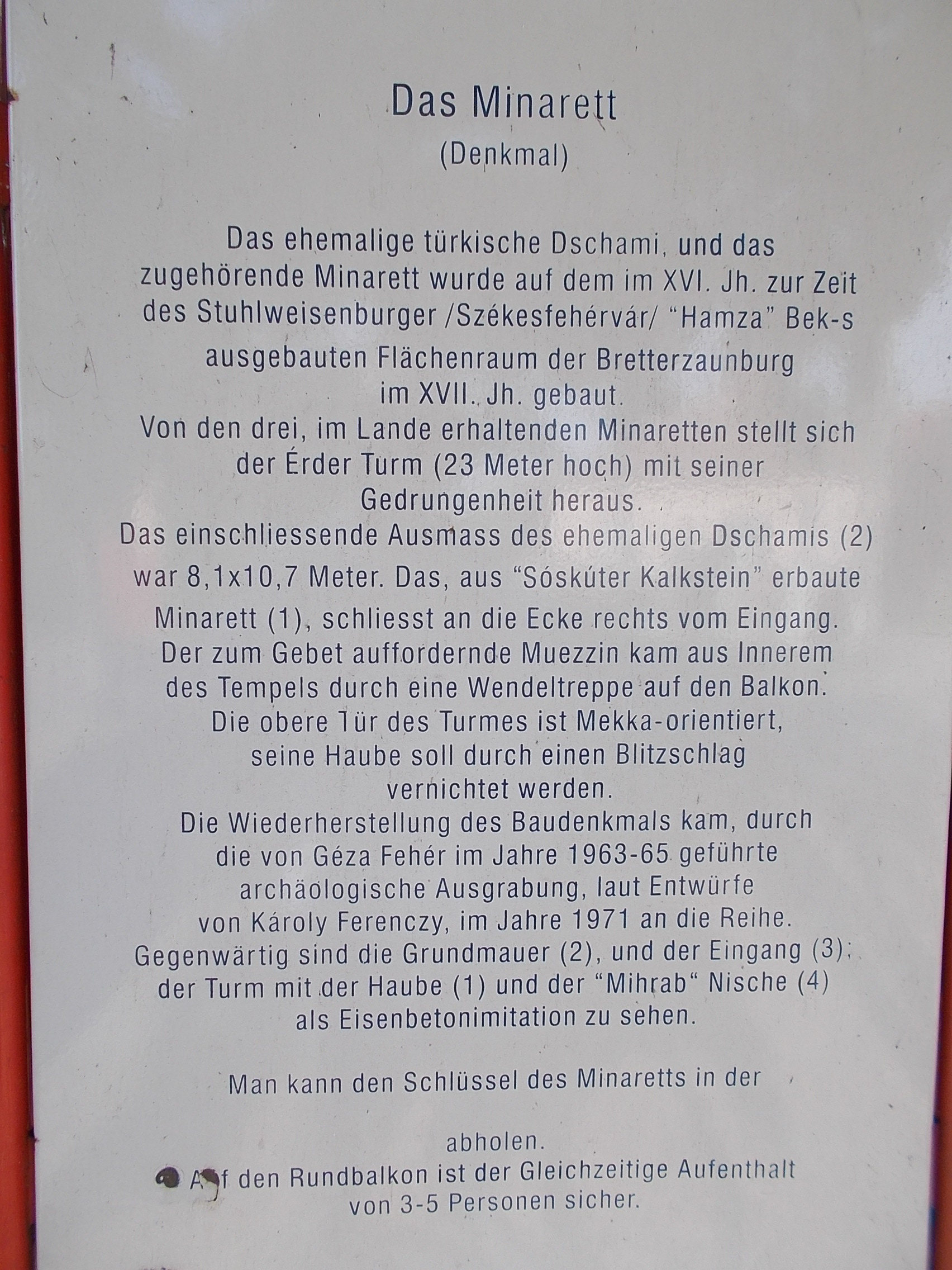
Bảng thông tin tại tháp giáo đường (tiếng Đức).